# Kermoroc'h
Kermoroc'h ([kɛʁmoʁɔk], mais traditionnellement [kɛʁmoʁo]) est une commune du département des Côtes-d'Armor, dans la région Bretagne, en France.

## Géographie
|               | Landebaëron | Squiffiec  |
| Saint-Laurent | Kermoroc'h  | Trégonneau |
|               | Plouisy     |            |

### Hydrographie
Pour un article plus général, voir Réseau hydrographique des Côtes-d'Armor.
La commune est située dans le bassin Loire-Bretagne. Elle est drainée par le Grand Bois et le Poirier,,.

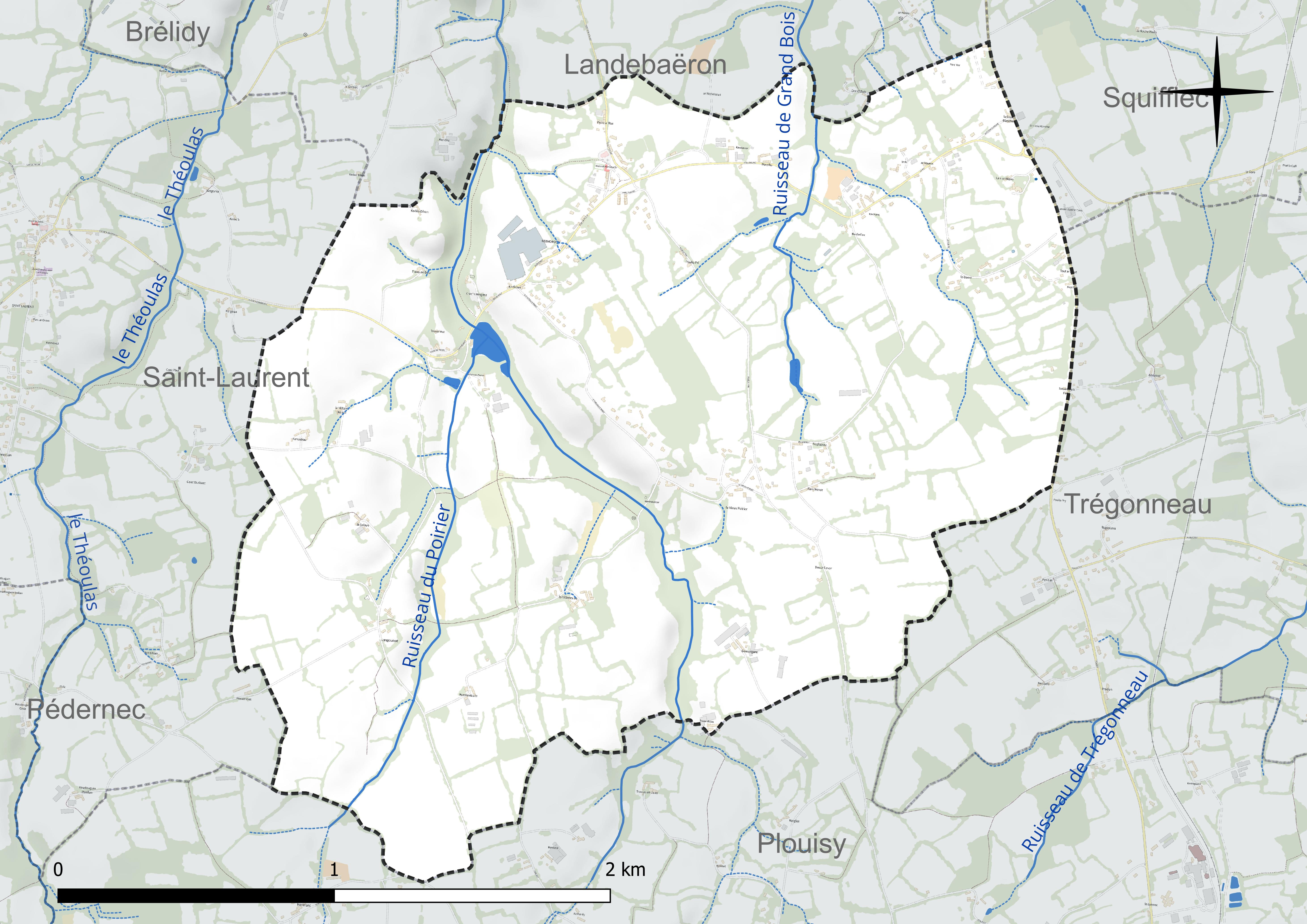
Réseau hydrographique de Kermoroc'h.

### Climat
Pour des articles plus généraux, voir Climat de la Bretagne et Climat des Côtes-d'Armor.
En 2010, le climat de la commune est de type climat océanique franc, selon une étude du CNRS s'appuyant sur une série de données couvrant la période 1971-2000. En 2020, Météo-France publie une typologie des climats de la France métropolitaine dans laquelle la commune est exposée à un climat océanique et est dans la région climatique  Finistère nord, caractérisée par une pluviométrie élevée, des températures douces en hiver (6 °C), fraîches en été et des vents forts. Parallèlement l'observatoire de l'environnement en Bretagne publie en 2020 un zonage climatique de la région Bretagne, s'appuyant sur des données de Météo-France de 2009. La commune est, selon ce zonage, dans la zone « Intérieur », exposée à un climat médian, à dominante océanique.  
Pour la période 1971-2000, la température annuelle moyenne est de 11,1 °C, avec une amplitude thermique annuelle de 10,6 °C. Le cumul annuel moyen de précipitations est de 931 mm, avec 14,7 jours de précipitations en janvier et 7,9 jours en juillet. Pour la période 1991-2020, la température moyenne annuelle observée sur la station météorologique la plus proche, située sur la commune de Lanleff à 14 km à vol d'oiseau, est de 11,7 °C et le cumul annuel moyen de précipitations est de 845,9 mm,. Pour l'avenir, les paramètres climatiques de la commune estimés pour 2050 selon différents scénarios d'émission de gaz à effet de serre sont consultables sur un site dédié publié par Météo-France en novembre 2022.

## Urbanisme

### Typologie
Au 1er janvier 2024, Kermoroc'h est catégorisée commune rurale à habitat dispersé, selon la nouvelle grille communale de densité à 7 niveaux définie par l'Insee en 2022.
Elle est située hors unité urbaine. Par ailleurs la commune fait partie de l'aire d'attraction de Guingamp, dont elle est une commune de la couronne,. Cette aire, qui regroupe 15 communes, est catégorisée dans les aires de moins de 50 000 habitants,.

### Occupation des sols
L'occupation des sols de la commune, telle qu'elle ressort de la base de données européenne d’occupation biophysique des sols Corine Land Cover (CLC), est marquée par l'importance des territoires agricoles (92,6 % en 2018), une proportion identique à celle de 1990 (92,6 %). La répartition détaillée en 2018 est la suivante : 
zones agricoles hétérogènes (77 %), terres arables (15,5 %), forêts (7,4 %). L'évolution de l’occupation des sols de la commune et de ses infrastructures peut être observée sur les différentes représentations cartographiques du territoire : la carte de Cassini (XVIIIe siècle), la carte d'état-major (1820-1866) et les cartes ou photos aériennes de l'IGN pour la période actuelle (1950 à aujourd'hui).

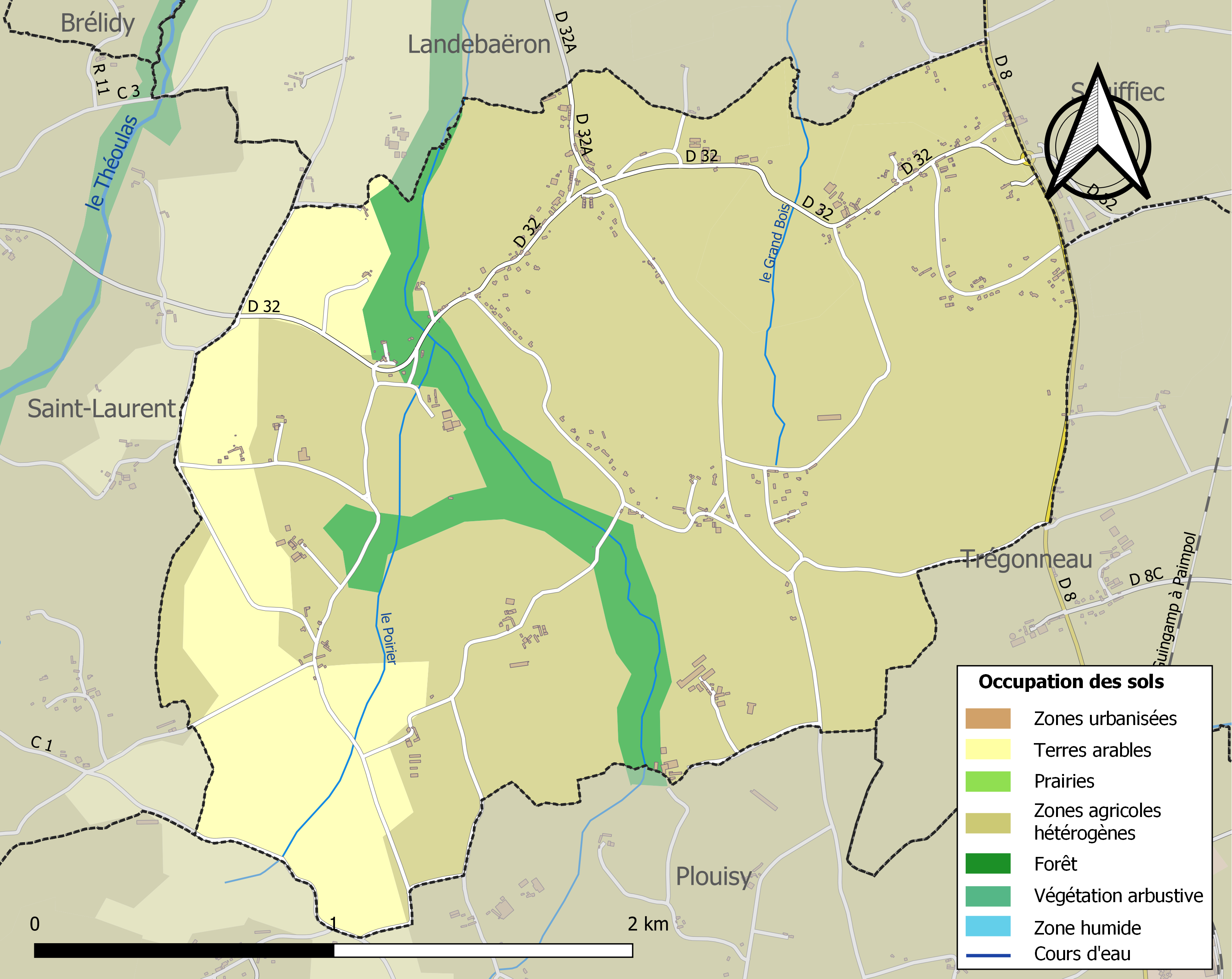
Carte des infrastructures et de l'occupation des sols de la commune en 2018 (CLC).

## Toponymie
Le nom de la localité est attesté sous les formes Karmorech en 1405, Kinorcoh en 1664, Kermorch en 1790.
Kermoroc'h vient du breton Ker qui veut dire village et semble contenir le breton morhoc'h, « cochon de mer, marsouin ».
Le nom de la localité est attesté localement sous la forme bretonne Kervroc'h.

## Histoire

### Le XXe siècle

#### Les guerres du XXe siècle
Le monument aux Morts porte les noms de 42 soldats morts pour la Patrie :
- 31 sont morts durant la Première Guerre mondiale.
- 11 sont morts durant la Seconde Guerre mondiale.

Né à Kermoroc'h, Paul Bernard, tout juste engagé dans la Marine, se retrouve démobilisé après le sabordage de la flotte à Toulon en 1942. Il intègre alors un groupe de FTP breton et participe à plusieurs opérations. Arrêté le 10 mai 1944 à Squiffiec sur dénonciation, il est incarcéré et fait l'objet d'horribles tortures. Il est fusillé le 18 mai 1944. Il avait 19 ans.

## Politique et administration

### Liste des maires
| Période                                  | Période                   | Identité                                              | Étiquette | Qualité                                                                                 |
| ---------------------------------------- | ------------------------- | ----------------------------------------------------- | --------- | --------------------------------------------------------------------------------------- |
| Les données manquantes sont à compléter. |                           |                                                       |           |                                                                                         |
| 1882                                     | 19xx                      | Francois Marie Colcanap                               |           | Notaire                                                                                 |
| Les données manquantes sont à compléter. |                           |                                                       |           |                                                                                         |
| ?                                        | décembre 1933 (décès)     | Émile Le Bolloc'h                                     |           |                                                                                         |
| Les données manquantes sont à compléter. |                           |                                                       |           |                                                                                         |
| octobre 1947                             | 1975 (démission)          | Eugène Le Houérou                                     |           | Maire honoraire                                                                         |
| 1975                                     | mars 1983                 | Yves Le Bail (1932-2022)                              |           |                                                                                         |
| mars 1983                                | mars 1989                 | Léon Stéphan (1934-1993)                              |           | Agriculteur retraité                                                                    |
| mars 1989                                | mars 2001                 | Yvon Lasbleiz                                         |           | Agriculteur                                                                             |
| mars 2001                                | mars 2008                 | Marie-Yannick Prigent                                 | DVG       | Agente administrative 4e vice-présidente de la CC du Pays de Bégard (2001 → 2008)       |
| mars 2008                                | mars 2014                 | Maryvonne Le Berre                                    | PCF       | Retraitée de l'aérospatiale 5e vice-présidente de la CC du Pays de Bégard (2008 → 2014) |
| mars 2014                                | En cours (au 26 mai 2020) | Marie-Yannick Prigent Réélue pour le mandat 2020-2026 | DVG       | Agente administrative retraitée                                                         |

## Démographie
| 1793 | 1800 | 1806 | 1821 | 1831 | 1836 | 1841 | 1846 | 1851 |
| ---- | ---- | ---- | ---- | ---- | ---- | ---- | ---- | ---- |
| 483  | 484  | 456  | 493  | 530  | 541  | 556  | 603  | 582  |

| 1856 | 1861 | 1866 | 1872 | 1876 | 1881 | 1886 | 1891 | 1896 |
| ---- | ---- | ---- | ---- | ---- | ---- | ---- | ---- | ---- |
| 589  | 608  | 624  | 605  | 619  | 622  | 584  | 529  | 553  |

| 1901 | 1906 | 1911 | 1921 | 1926 | 1931 | 1936 | 1946 | 1954 |
| ---- | ---- | ---- | ---- | ---- | ---- | ---- | ---- | ---- |
| 527  | 504  | 505  | 495  | 469  | 451  | 408  | 401  | 334  |

| 1962 | 1968 | 1975 | 1982 | 1990 | 1999 | 2004 | 2006 | 2009 |
| ---- | ---- | ---- | ---- | ---- | ---- | ---- | ---- | ---- |
| 344  | 326  | 284  | 283  | 268  | 324  | 355  | 376  | 405  |

| 2014 | 2019 | 2022 | - | - | - | - | - | - |
| ---- | ---- | ---- | - | - | - | - | - | - |
| 440  | 442  | 429  | - | - | - | - | - | - |

## Lieux et monuments
- Église Sainte-Brigitte.
- Chapelle de Langouerat

La chapelle Saint-Louis, ancienne église paroissiale (XIVe – XVIIe siècle), a été édifiée par les seigneurs Du Perrier en 1373. En partie détruite lors de combats entre Olivier de Clisson et le seigneur Du Perrier, elle fut remise en état et agrandie au XVe siècle. Une nouvelle restauration fut effectuée en 1645. Elle tomba en ruines vers le milieu du XXe siècle. Depuis 2004, une nouvelle association a entrepris de préserver les lieux et de remettre le site en état.
- Croix de Langoërat

### Visite

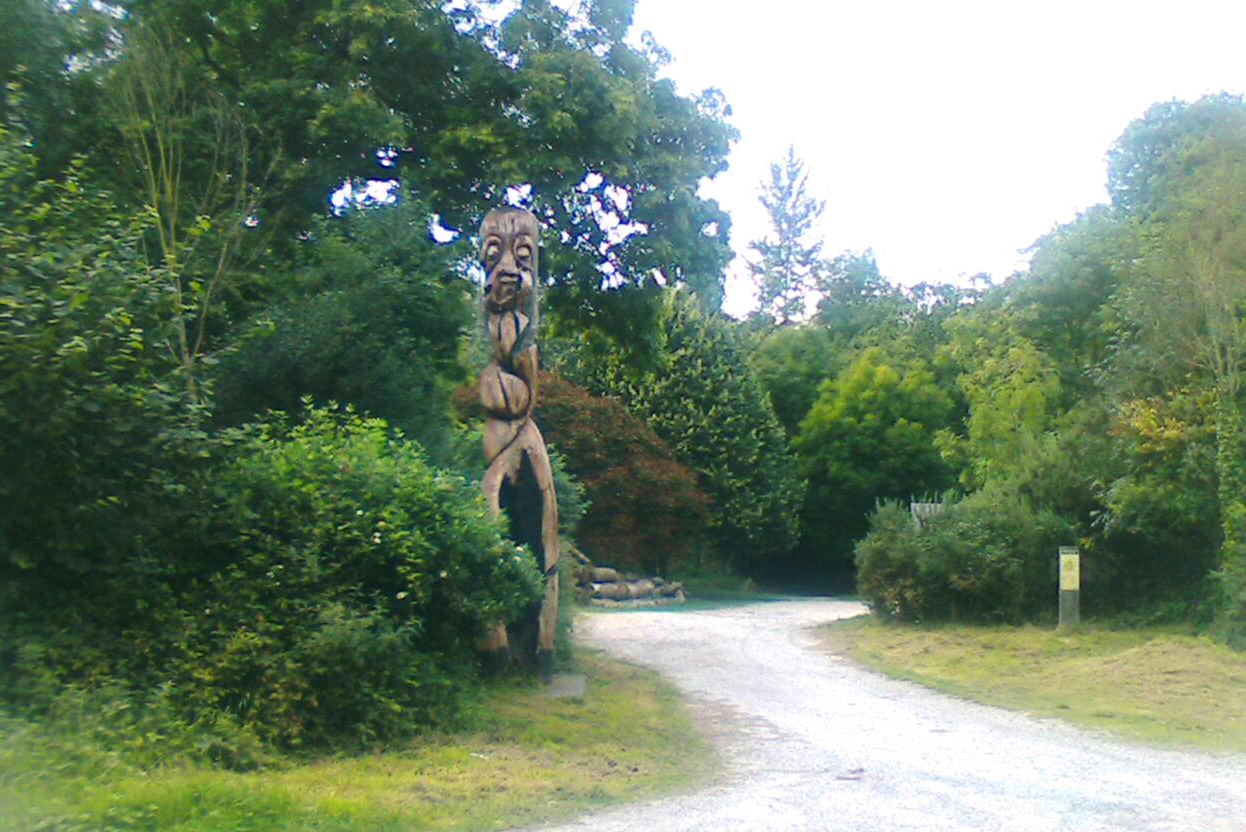
Totem "L'esprit de la tempête" de l'artiste Richard Ruffel, symbolisant l'entrée de la vallée du Perrier, taillé en 1981 dans un arbre tombé lors d'une tempête.

Vallée du Perrier : Sentier botanique reliant Kermoroc'h à Landebaëron d'une distance d'environ 6 km.
La vallée du Perrier, avant 1984, n'était qu'une vallée abandonnée envahie par les herbes. En 1984, Gilberte Riou fonde l'association Les Amis de la Vallée du Perrier (dont elle est présidente) composée de bénévoles qui s'occupe de l'aménagement du sentier botanique, de l'élaboration de panneaux sur la faune et la flore (qui permettent une marche intelligente au cours de laquelle on découvre les animaux et plantes qui peuplent le bois), de la construction d'une aire de jeux et de la création d'un parcours de santé. Cette association a relié les gens dans des fêtes mêlant art, poésie et nature.
À partir de 1981, l'artiste Richard Ruffel qui se partage entre ses ateliers de Kermoroc'h et de Sarcelles, après la création du totem "L'esprit de la tempête", participe activement avec Gilberte Riou à l'introduction de l'art contemporain dans la vallée, d'abord en parallèle avec le festival d'Art contemporain "Art Béaj" qu'il anime dans le canton dans la fin des années 80, à la création d'une vingtaine de sculptures mobiles signalétiques en cuivre pour les agrès du parcours santé, puis par un "ballet botanique", des panneaux translucides peints, fenêtres ouvertes sur la nature.
D'avril 1997 à mars 1998, Gilberte Riou propose saisons d'une vallée : une période durant laquelle cinq artistes (Jan Maï, Guy Faidy, Jean-Luc Bourel, Tanguy Dohollau et Catherine Urien) vont décorer la vallée avec peintures, sculptures et poèmes.
La vallée du Perrier a été visitée par environ 25 000 personnes au cours de l'année 1993.

## Personnalités liées à la commune
Le point marquant de sa vie est son passage pastoral à TREGASTEL. Pendant celui-ci, il fit de nombreuses réalisations telles que :
- La restauration de l'Eglise Paroissiale
- La Réalisation de la statue du Père Eternel
- La construction du Calvaire du Bourg

Pour le remercier pour son œuvre, il fut fait Chanoine en 1874.